# Etmopterus burgessi
Etmopterus burgessi es una especie de pez de la familia Dalatiidae en el orden de los Squaliformes.

## Hábitat
Es un pez de mar y de aguas profundas.

## Distribución geográfica
Se encuentra en Taiwán.